# Jonathan Milan
Jonathan Milan (* 1. Oktober 2000 in Tolmezzo) ist ein italienischer Radsportler, der Rennen auf Bahn und Straße fährt. 2021 wurde er Olympiasieger in der Mannschaftsverfolgung auf der Bahn.

## Sportlicher Werdegang
Jonathan Milan wuchs in Buja auf, wo seine Eltern ein Unternehmen für Wäsche und Kleidung betreiben; sein Vater Flavio war in den 1990er Jahren ebenfalls Radrennfahrer. Im Alter von vier Jahren begann er mit Mountainbike die Umgebung seiner Heimatstadt zu erkunden, später betrieb er auch Schwimmen, Karate und Judo, bis er sich auf den Radsport konzentrierte. Milan machte eine Ausbildung als Werbegrafiker. Er ist 1,94 Meter groß und hat Schuhgröße 46, weshalb ihn eine italienische Radsport-Website als il Gigante di Buja bezeichnete. Auch sein Bruder Matteo ist als Radsportler aktiv.
2017 startete Milan bei ersten Junioren-Rennen der UCI. 2018 gewann er eine Etappe des Giro del Nordest d’Italia. Bei den Bahnradsport-Europameisterschaften 2019 wurde er Zehnter in der Einerverfolgung. Bei den Bahnradsport-Weltmeisterschaften 2020 in Berlin errang er gemeinsam mit Simone Consonni, Filippo Ganna, Francesco Lamon und Michele Scartezzini die Bronzemedaille in der Mannschaftsverfolgung; in der Einerverfolgung belegte er Rang vier.
2021 erhielt Jonathan Milan einen Vertrag beim UCI WorldTeam Bahrain Victorious. Im August des Jahres startete er bei den Olympischen Spielen in Tokio und wurde gemeinsam mit Filippo Ganna, Francesco Lamon und Simone Consonni in Weltrekordzeit Olympiasieger in der Mannschaftsverfolgung. Im Oktober 2021 wurde er Europameister in der Einerverfolgung und holte damit seinen ersten internationalen Einzeltitel. Bei den Weltmeisterschaften in Roubaix wurden Milan, Ganna, Lamon, Consonni und Liam Bertazzo Weltmeister in der Mannschaftsverfolgung.

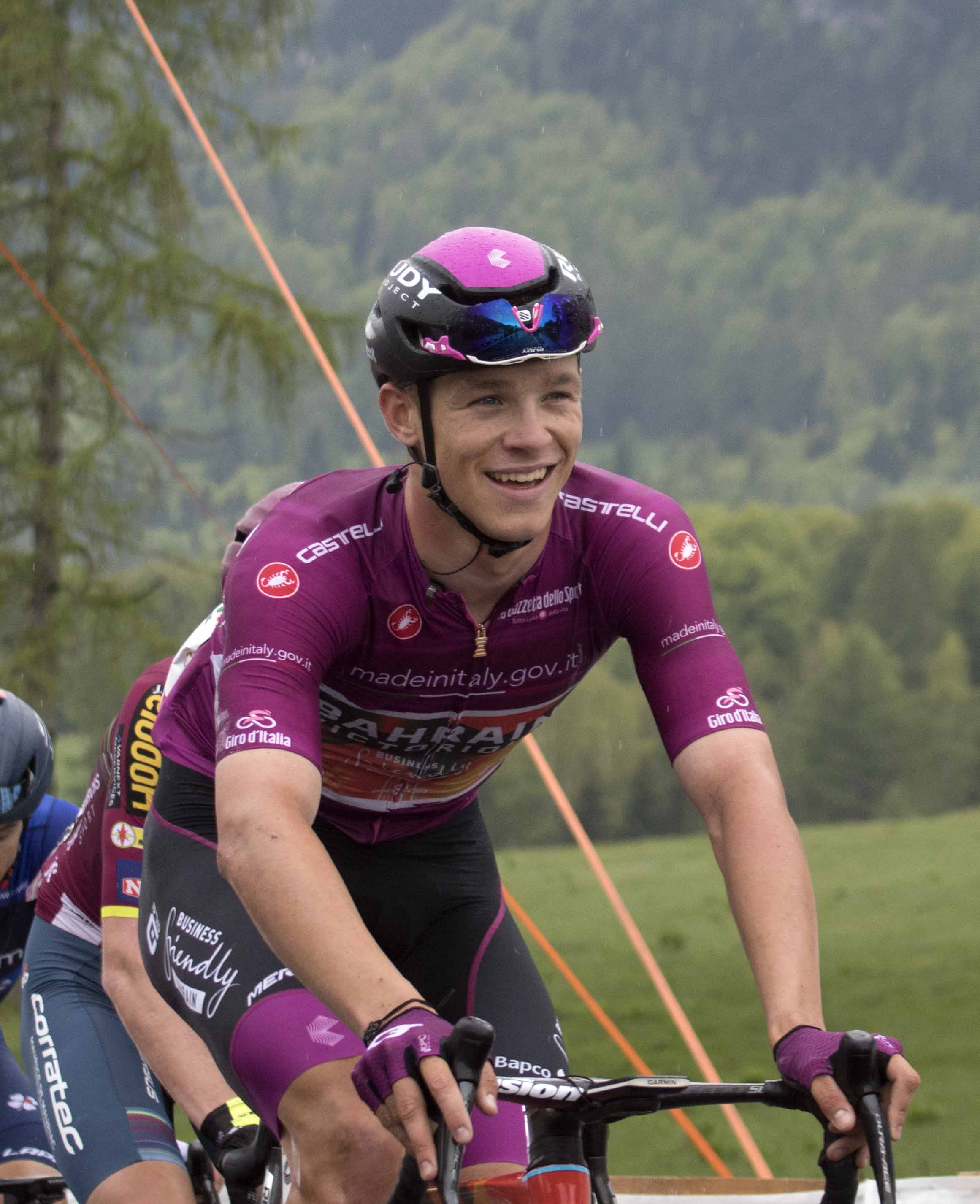
Jonathan Milan mit dem Maglia Ciclamino beim Giro d’Italia 2023

Seinen ersten internationalen Elitesieg auf der Straße erzielte Milan in der Saison 2022, als er die erste Etappe der Kroatien-Rundfahrt für sich entschied. Beim Giro d’Italia 2023 gewann er neben der 2. Etappe auch die Punktewertung. Zur Saison 2024 wechselte er zum Team Lidl-Trek. Zu Beginn der Saison gewann er eine Etappe und die Punktewertung der Valencia-Rundfahrt, ehe er mit einem Tagessieg kurzzeitig die Gesamtführung bei Tirreno–Adriatico übernahm. Mit einem weiteren Etappenerfolg am abschließenden Etappentag, entschied er die Punktewertung der Fernfahrt für sich. Bei den Frühjahres-Klassikern wurde er Fünfter bei Gent–Wevelgem und Siebter bei Dwars door Vlaanderen, ehe er drei Massensprints beim Giro d’Italia 2024 gewann und sich zum zweiten Mal in Folge die Punktewertung sicherte. Bei den Olympischen Spielen 2024 in Paris gewann Milan die Bronzemedaille in der Mannschaftsverfolgung. Am Ende der Saison gewann er drei Etappen und die Punktewertung der Deutschland Tour, ehe er auch bei der Renewi Tour zwei Abschnitte für sich entschied.
Im Jahr 2025 gab er sein Saison-Debüt erneut bei der Valencia-Rundfahrt, wo er einen Abschnitt im Massensprint gewann. Im Anschluss setzte er sich auch bei der UAE Tour und bei Tirreno–Adriatico auf zwei Abschnitten durch und gewann die Punktewertung beider Etappenrennen. Nachdem Jonathan Milan bei Classic Brugge-De Panne und Gent–Wevelgem am Podium gestanden war, ging er nicht beim Giro d’Italia an den Start, sondern bereitete sich beim Critérium du Dauphiné auf seine erste Tour de France vor. Dabei gewann er den Massensprint der 2. Etappe.

## Erfolge

### Bahn
2020
- Weltmeisterschaft – Mannschaftsverfolgung (mit Simone Consonni, Filippo Ganna, Francesco Lamon und Michele Scartezzini)
- Italienischer Meister – Einerverfolgung
- U23-Europameisterschaft – Mannschaftsverfolgung (mit Davide Boscaro, Gidas Umbri und Tommaso Nencini)
- Europameisterschaft – Einerverfolgung, Mannschaftsverfolgung (mit Stefano Moro, Francesco Lamon und Gidas Umbri)
- Europameisterschaft – 1000-Meter-Zeitfahren

2021
- Olympiasieger – Mannschaftsverfolgung (mit Filippo Ganna, Francesco Lamon und Simone Consonni)
- Weltmeister – Mannschaftsverfolgung (mit Filippo Ganna, Francesco Lamon, Simone Consonni und Liam Bertazzo)
- Europameister – Einerverfolgung
- Weltmeisterschaft – Einerverfolgung

2022
- Nations’ Cup in Cali – Einerverfolgung, Mannschaftsverfolgung (mit Michele Scartezzini, Francesco Lamon, Davide Plebani und Liam Bertazzo)
- Weltmeisterschaft – Einerverfolgung, Mannschaftsverfolgung (mit Filippo Ganna, Francesco Lamon, Manlio Moro und Simone Consonni)

2023
- Europameister –  Einerverfolgung, Mannschaftsverfolgung (mit Simone Consonni, Francesco Lamon, Manlio Moro und Filippo Ganna)
- Weltmeisterschaft – Mannschaftsverfolgung (mit Filippo Ganna, Manlio Moro, Francesco Lamon und Simone Consonni)
- Weltmeisterschaft – Einerverfolgung

2024
- Europameisterschaften – Mannschaftsverfolgung (mit Simone Consonni, Francesco Lamon und Davide Boscaro)
- Weltmeister – Einerverfolgung (mit neuem  Weltrekord)
- Olympische Spiele – Mannschaftsverfolgung

### Straße
2018
- eine Etappe und Punktewertung Giro del Nordest d’Italia

2020
- Italienischer U23-Meister – Einzelzeitfahren
- eine Etappe Giro Ciclistico d’Italia

2022
- eine Etappe Kroatien-Rundfahrt

2023
- eine Etappe und  Punktewertung Giro d’Italia
- eine Etappe Tour of Guangxi

2024
- eine Etappe und Punktewertung Valencia-Rundfahrt
- zwei Etappen und Punktewertung Tirreno–Adriatico
- drei Etappen und  Punktewertung Giro d’Italia
- Prolog, zwei Etappen und Punktewertung Deutschland Tour
- zwei Etappen Renewi Tour

2025
- eine Etappe Valencia-Rundfahrt
- zwei Etappen und Punktewertung UAE Tour
- zwei Etappen und Punktewertung Tirreno–Adriatico
- eine Etappe Critérium du Dauphiné
- zwei Etappen und  Punktewertung Tour de France

## Grand Tour-Platzierungen
| Grand Tour            | 2023 | 2024 | 2025 |
| --------------------- | ---- | ---- | ---- |
| Giro d’ItaliaGiro     | 103  | 118  | –    |
| Tour de FranceTour    | –    | –    | 146  |
| Vuelta a EspañaVuelta | –    | –    |      |